# 米德韋鎮區 (阿肯色州溫泉縣)
米德韋鎮區（英語：Midway Township）是位於美國阿肯色州溫泉縣的一個行政鎮區。

## 地方資料
米德韋鎮區的面積為79.01平方千米，當中陸地面積為78.23平方千米，而水域面積為0.78平方千米。根據2010年美國人口普查的數據，當地共有人口914人，而人口密度為每平方千米11.57人。